# ウッドリバー臨界事故
ウッドリバー臨界事故とは、アメリカ合衆国ロードアイランド州ウッドリバージャンクションにある高濃縮ウラン回収施設で発生した臨界事故。

## 事故
事故は、1964年7月24日、ロードアイランド州ウッドリバージャンクションに所在するユナイテッド・ニュークリア・コーポレーションの核燃料回収工場で発生した。この工場は核燃料生産時の廃棄物から高濃縮ウランを回収するために設計され、同年3月に運転を開始したばかりで、事故時はまだ本格的な操業には至っていなかった。
事故の前日、ウラン溶液濃縮用の蒸発缶が詰まったため、洗浄作業をして回収したウラン溶液を、通常TCEという薬品を入れる細長い形状の容器に入れて「蒸発缶からの回収溶液」と書いたラベルを貼っておいたが、翌日出勤した別の作業員がTCEが入っているものと思い込み、これを調整タンクに移したところ臨界が起きた。ウラン溶液は細長い形の容器では臨界状態に至らなかったが、これが一ヵ所に集中するような形状の容器では臨界状態に至ったのである。この事故で作業員1人が450シーベルト以上の被曝を受けて死亡した。事故後、工場長と当直長が事故処理に当たり再び臨界状態になり、0.5シーベルト程度を被曝した。

## 原因
ラベルの見落としが事故の原因とされたが、ウラン溶液をそのような紛らわしい容器に入れて保管するなど、作業のやり方に問題があったとされる。

## 参考資料
- 館盛勝一; 桜井聡「核燃料取扱い施設における臨界事故例の解析」『JAERI-M』第84-155号、日本原子力研究所、1984年。doi:10.11484/jaeri-m-84-155。
- 『核燃料施設過渡臨界事象の調査研究』センチュリーリサーチセンター、1986年。